# 제11회 서울국제대안영상예술페스티벌
제11회 서울국제대안영상예술페스티벌은 2011년 8월 4일에 열린 시상식이다.

## 수상 및 후보

### 글로컬 구애전 X
- 스타더스트 - 니콜라스 프로보스트
- 귀신의 나쁜 기억 - 정주아
- 어떤 비교 - 하룬 파로키
- 결정적 순간 - 웡 와이 킷
- 뷰티 플러스 피티 - 쿠퍼 배터스비 외 1명
- 헬리오센트릭 - 죠 게하르트 외 1명
- 닷 - 김지은
- 플레이 - 김영석
- 개들을 위한 날개 - 칼린 댄
- 통행 시계(발터 벤야민에게 바침) - 젬 코엔
- 거리 - 사오 시우젠 허
- 나는 내 경계선을 만들었어 - 남궁민승
- 도시 - 김영근
- 식사하세요 - 길동민
- 여성 복서 - 마를렌 밀러 외 1명
- 대한철강 - 언저리
- 하비 페레즈 - 정미리
- 에브리웨어 - 강민숙
- 조트로프 - 샌디 화이트로
- 이매진 - 김수정
- 너의 현대 나의 현대 - 조희경
- 재회 - 최재영
- 아 - 이성환
- 죽은 자들의 도시 - 윤주영
- 하루 - 한재빈
- 조우 - 라주형
- 인어의 피 - 유한아
- 이상,한가역반응 - 최진성
- 이마고데이 - 조윤철
- 운전수업 - 최재영
- 심각한 코메디 - 박범수
- 쇼팽이미지에튀드 - 오재형
- 선량한 인간들의 도시 - 허범욱
- 서울의 예수, 강변의 누이 - 유최늘샘
- 서부영화 - 이형석
- 낙타들 - 박지연
- 귓가에 맴도는 하루 - 김상혁
- 거울아 거울아 - 박종률
- 개 - 홍성원
- 고양이 춤 - 윤기형